# Clarita von Trott zu Solz

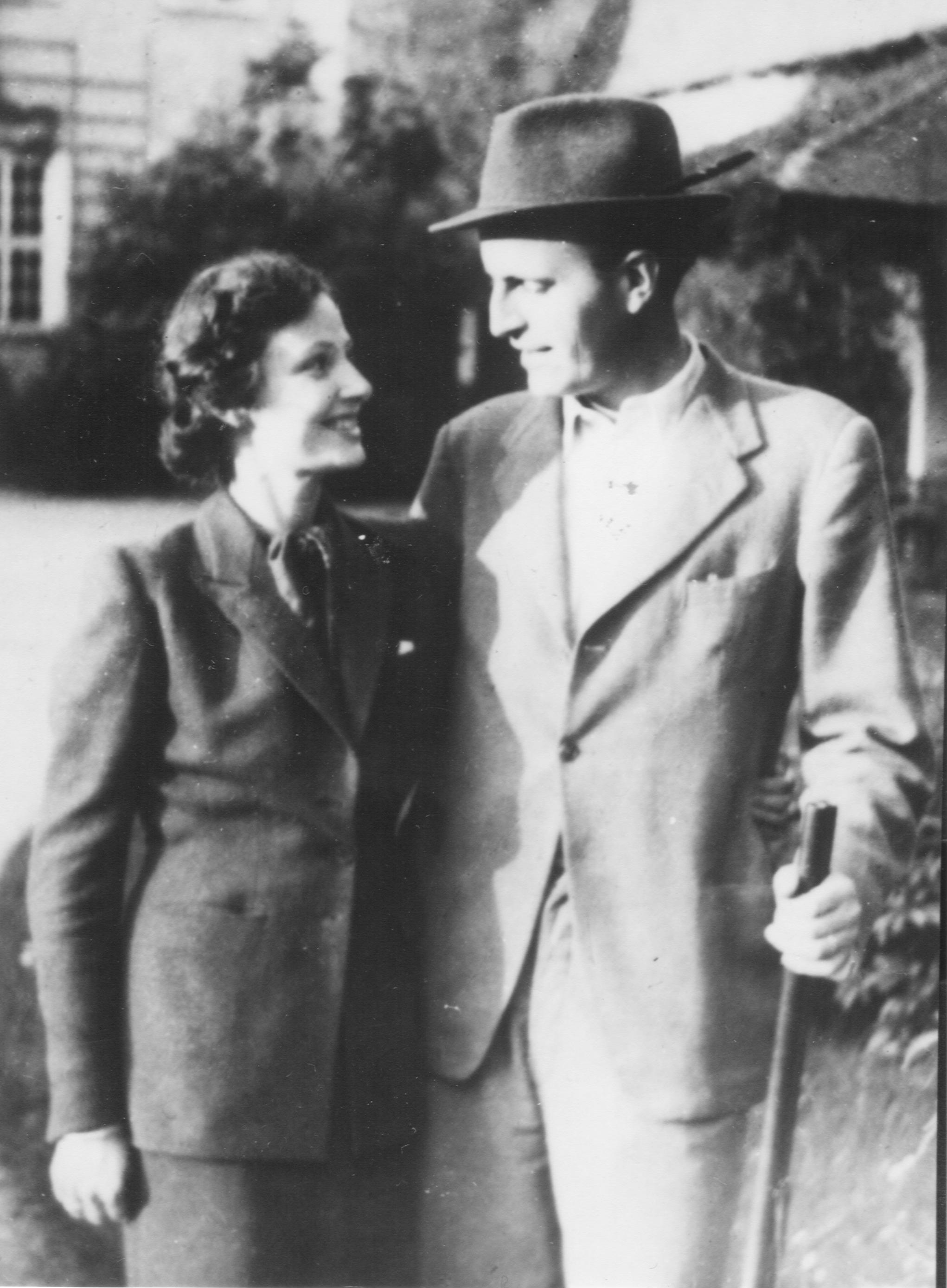
Clarita und Adam von Trott zu Solz im Jahr 1944

Clarita von Trott zu Solz, geborene Tiefenbacher (* 19. September 1917 in Hamburg; † 28. März 2013 in Berlin) war eine deutsche Ärztin und Psychoanalytikerin. Sie war verheiratet mit dem Widerstandskämpfer Adam von Trott zu Solz. Adam von Trott war Mitglied des Kreisauer Kreises und beteiligt am Umsturzversuch vom 20. Juli 1944.

## Leben
Tiefenbacher wurde als Tochter des bekannten Hamburger Rechtsanwaltes Dr. jur. Max Tiefenbacher und dessen Frau Clarita (geb. Siemsen) geboren. Nach dem Abitur absolvierte sie ein obligatorisches Landjahr. Sie besuchte einen Englischkurs in Cambridge und lernte Stenographie und Schreibmaschine. Eine längere Reise führte sie in den Nahen Osten bis nach Jerusalem. Im Juni 1940 heiratete sie Adam von Trott zu Solz und zog mit ihm nach Berlin. Am 1. März 1942 wurde ihre Tochter Verena und am 9. November 1943 ihre Tochter Clarita geboren.
Wegen der alliierten Bombenangriffe übersiedelte Clarita von Trott 1943 in das Elternhaus ihres Mannes in Imshausen. Nach der Verhaftung ihres Mannes bemühte sie sich in Berlin um eine Besuchserlaubnis, die ihr jedoch nicht erteilt wurde. Am 17. August 1944 wurde sie verhaftet und im Untersuchungsgefängnis Berlin-Moabit zusammen mit anderen Frauen von Widerstandskämpfern in Sippenhaft genommen. Die Töchter wurden von der Gestapo aus Imshausen abgeholt und im Kinderheim im Borntal in Bad Sachsa interniert. Am 30. September 1944 wurde sie freigelassen. Ihre beiden kleinen Töchter kamen kurze Zeit später nach Imshausen zurück.
1950 begann sie ein Medizinstudium in Heidelberg, das sie 1955 in Hamburg mit der Promotion abschloss. Anschließend qualifizierte sie sich zur Psychotherapeutin und Psychoanalytikerin und war in Hamburg und Berlin tätig. 
Zugleich war sie in der Auseinandersetzung um die Erinnerung an den deutschen Widerstand gegen das NS-Regime aktiv. Sie kümmerte sich um den Nachlass ihres Mannes und stellte eine Dokumentation wichtiger Quellen zusammen. 1951 war Clarita von Trott Nebenklägerin im Prozess gegen Wolfgang Hedler von der Deutschen Partei (DP), der die Widerstandskämpfer und ihre Familien in einer Wahlkampfrede verunglimpft hatte. Gemeinsam mit ihrer Freundin Barbara von Haeften wandte sie sich gegen die Wiederbewaffnung und die Instrumentalisierung ihrer Männer und des Widerstandes. Sie setzte sich gemeinsam mit Freya von Moltke und Rosemarie Reichwein für den Aufbau der internationalen Begegnungsstätte in Kryzowa/Kreisau ein. Darüber hinaus war sie aktives Mitglied der Internationalen Ärzte gegen den Atomkrieg (IPPNW).
Clarita von Trott war Ehrenvorsitzende der Stiftung Adam von Trott. 1998 wurde sie mit der Wilhelm-Leuschner-Medaille des Landes Hessen ausgezeichnet.

## Schriften (Auswahl)
- Adam von Trott zu Solz. Eine Lebensbeschreibung. Mit einer Einführung von Peter Steinbach. 1. Auflage Edition Hentrich, Berlin 1994, (Durch neue Dokumente ergänzte Ausgabe, Lukas Verlag, Berlin 2009, ISBN 978-3-86732-063-4. Rezensionen)